# Agama spinosa
Agama spinosa е вид влечуго от семейство Agamidae. Видът е незастрашен от изчезване.

## Разпространение
Разпространен е в Джибути, Египет, Еритрея, Етиопия, Сомалия и Судан.